# Kumulus
Kumulus eller Kumulusskyer (latinsk: cumulus betyder 'høj, dynge, toppunkt) er en type skyer. De er kuppelformede, flade i bunden, men med et mønster næsten som et blomkålshoved ovenover. På vejrkort angives de med symbolet Cu.
Kumulus dannes i troposfæren. Normalt forekommer de i 500-6000 meter spredt over himlen eller i sammenpakkede grupper. Skyerne dannes ved at varm luft med vanddamp bevæger sig opad og herved afkøles ved den såkaldte tør-adiabatisk proces. Når afkølingen når luftmassens dugpunkt i kondensationsniveauet, vil vanddampen begynde at fortættes til bittesmå vanddråber. Skyernes flade underside "afslører" den højde kondensationsniveauet ligger i.
Som regel bliver kumulusskyer ikke højere, end hvad svarer til det blomkålsagtige. Nogle gange kan de dog blive som små tårne; da kaldes de for "opptårnet cumulus" (Tcu). Hvis atmosfæren er meget ustabil, ender man med en anden slags sky, nemlig en stor cumulonimbus (Cb), eller "uvejrssky".
Kumulus er tegn på termik, og er godt vejr til svæveflyvning.

## Cumulusarter
Flere arter af skyer hører til slægten cumulus. Her er nævnt flere.

### Cumulus humilis
Cumulus humilis eller godtvejrscumulus er en form for kumulussky og den mindste af slagsen. Skyen er lavthængende og blomkålsformet og giver ingen regn.
Cumulus humilis opstår ved, at vanddamp fortættes i en forholdsvis lav højde og danner en blomkålsformet sky. Højden er normalt 600 meter i fugtige områder, mens den kan være op til omkring 1000 m i tørre områder. Derefter sørger svag konvektion, dvs. en svag grad af opadstrømmende luft, for, at skyerne får deres endelige form, der oftest består i rundede toppe og flade undersider. Manglende konvektion gør, at skyer ikke kan dannes over Antarktis. Et krav til disse skyer, hvis de skal kunne kaldes cumulus humilis, er, at de, set fra jorden, skal hænge i en højde, der er mindre end deres bredde.

### Cumulus mediocris
Cumulus humilis kan udvikle sig til cumulus mediocris ved at den opadstigende luftmasse fortsætter sin opstigning. Oversiden på cumulus mediocris er kuppelformet, men den vertikale udstrækning er ikke særlig stor.

### Cumulus congestus
Cumulus congestus er cumulus skyer hvor opstigning af luftmassen fortsætter opad og skyen tårner sig op, og skyen kaldes derfor også optårnet cumulus. Ofte vil der forekomme nedbør fra denne skytype. Cumulus congestus skyer hvorfra der dannes flere optårninger fra en fælles base kaldes også cumulus castellanus.

## Fodnoter
1. ↑  Retskrivningsordbogen
2. 1 2  Burroughs, William J.; Crowder, Bob; Robertson, Ted; Vallier-Talbot, Eleanor; Whitaker, Richard. Gyldendals bog om vejret (2. reviderede udgave), Nordisk Forlag A/S 2002, side 194. ISBN 87-02-01166-2.